# آئیتس

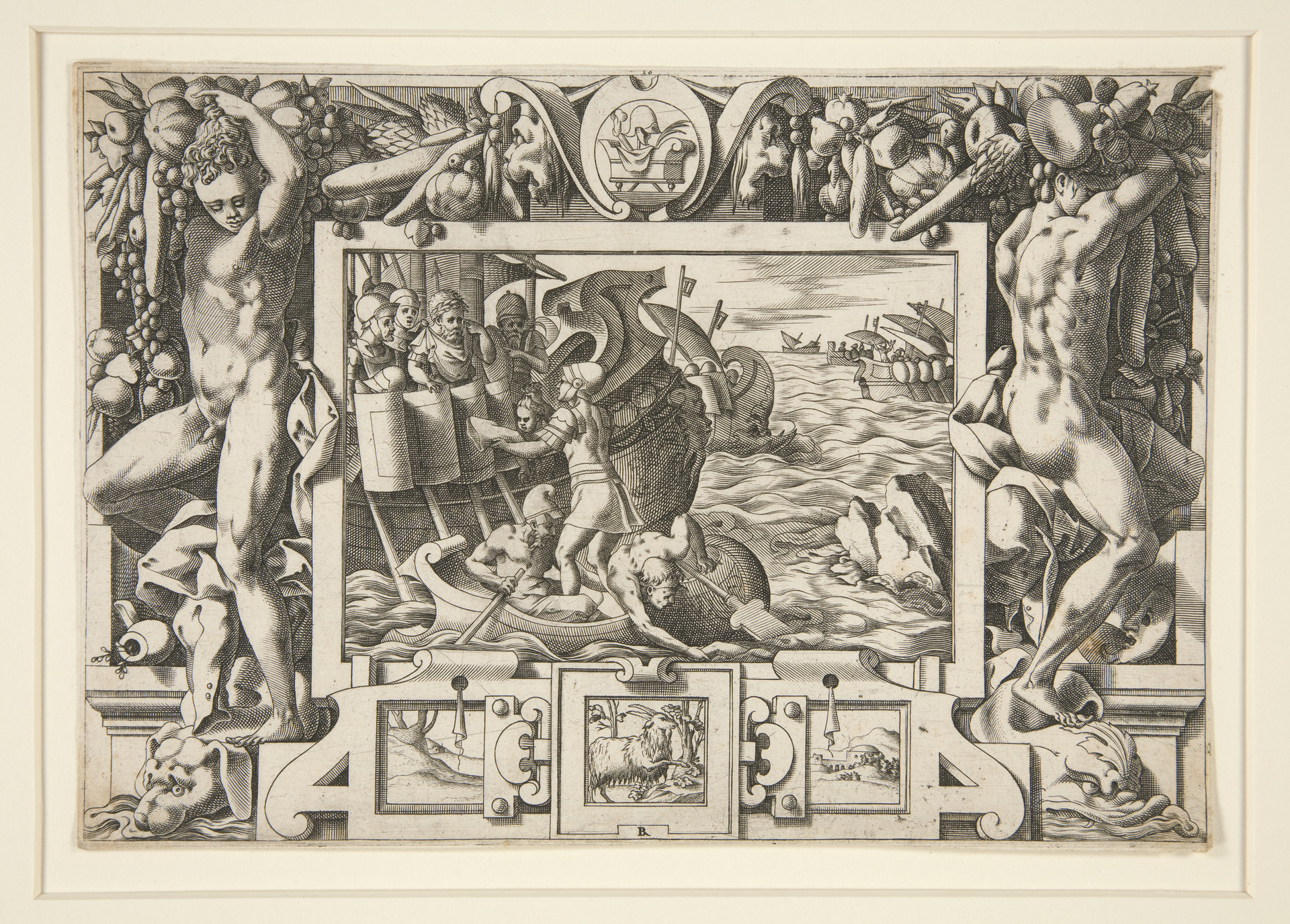
نقاشی «آئیتیس جسد تکه تکه شده آبسیرته را می‌پذیرد» از رنه بویوین.

آئیتس (به یونانی: Αἰήτης)، در اسطوره‌های یونان، پادشاه کولخیس در گرجستان است.
او پشم زرین را از فریکسوس گرفت و پنهان کرد و اژدهای بی‌خوابی را به نگهبانی پشم زرین گماشت. غیبگویی گفته بود اگر بیگانه‌ای آن را برباید، آئیتس جان خواهد داد. پس، برای اطمینان خاطر خود فرمان داد هر بیگانه‌ای که به کولخیس آید، به قتل برسد. وقتی یاسون برای گرفتن آن نزد او آمد، شرط‌های دشواری سر راه او قرار داد و با وجود پیروزی یاسون در شرط‌ها به قول خود عمل نکرد و یاسون به کمک دختر وی مدئا پشم را از او دزدیدند.